# 버드모어땅다람쥐
버드모어땅다람쥐(Menetes berdmorei)는 다람쥐과에 속하는 설치류의 일종이다. 버드모어땅다람쥐속(Menetes)의 유일종이다. 동남아시아에서 발견되는 땅다람쥐로 미얀마 동부 지역부터 베트남까지 분포한다. 그러나 말레이 반도에서는 발견되지 않으며, 섬에서도 마찬가지다. 드물게 알려진 종으로 등 쪽은 회색과 갈색을 띠며, 복부 쪽은 흰색이다. 가장 눈에 띄는 것은 옆구리의 줄무늬로 옆구리 양쪽에 베이지색 줄무늬, 아랫쪽에 검은 색 줄무늬가 있다. 머리가 뾰족하기 때문에 생쥐 또는 나무두더지류(나무땃쥐류)를 닮았다. 꼬리 길이 15cm를 제외한 몸 길이는 20cm이다.
땅다람쥐이기 때문에 나무 위에서 거의 발견되지 않지만, 열대 우림의 두꺼운 숲 아래에서 대부분의 시간을 보낸다. 그러나 밭이나 마을에서도 발견되며, 특히 논에서 종종 발견된다. 상당히 흔한 종임에도 불구하고 버드모어땅다람쥐의 생태에 대해서는 거의 알려져 있지 않다. 땅다람쥐라는 이름에도 불구하고, 마멋족(땅다람쥐족)에 속하는 땅다람쥐류의 근연종은 아니다.